# Palazzo degli Amieri
Il palazzo degli Amieri era un antico edificio civile del centro storico di Firenze, situato in piazza del Mercato Vecchio, lato meridionale a destra della torre dei Caponsacchi. Venne distrutto all'epoca del "Risanamento" della zona del Mercato Vecchio, nel 1889.

## Storia e descrizione
Gli Amieri si stabilirono in questa zona di Mercato Vecchio verso il XIII secolo, ed avevano qui una torre che affacciava sulla piazza poi detta appunto "degli Amieri", e un palazzo sulla piazza del Mercato, che dava le spalle sul lato settentrionale della loro piazzetta. Anticamente separate da vicoli e chiassi, queste proprietà vennero poi unite e i vicoli accecati, come quello detto degli Amieri che dalla piazzetta portava al Mercato Vecchio, e che separava anticamente il loro palazzo dalla torre dei Caponsacchi.
Il palazzo in particolare era appartenuto ai Nerli, ma dopo le lotte tra guelfi e ghibellini era stato saccheggiato e reso inabitabile dopo il ritorno dei guelfi, nel 1266-1267. Nel 1280 venne acquistato da Foglia degli Amieri che, riammesso in città dopo l'esilio, ricostruì il palazzo. Peculiare fu la decorazione dei davanzali delle finestre con mensole di pietra scolpite a fogliami, in onore al nome del capofamiglia. Queste mensole si intravedono ancora nelle foto ottocentesche dell'edificio (al primo piano sulla facciata e in alcune finestre sul retro), e vennero salvate da Guido Carocci che le raccolse, intere o frammentate, nel lapidario del Museo di San Marco dove tuttora si trovano. 
Dopo l'estinzione della famiglia a fine del Trecento, il palazzo si trova nel catasto del 1427 come registrato al nome di Alessandro di Filippo Borromei, la cui famiglia aveva altri possedimenti in questa zona fino a via dei Ferravecchi. Passò poi ai Masi, che nel 1523 lo lasciò all'Arte dei Mercatanti.
Palazzo e torre degli Amieri vennero demoliti tra l'agosto e il settembre 1889. Nel gennaio 1890, a lavori quasi conclusi, sul sito del palazzo si gettarono le fondazioni del piedistallo del monumento a Vittorio Emanuele II, inaugurato nel 1894.

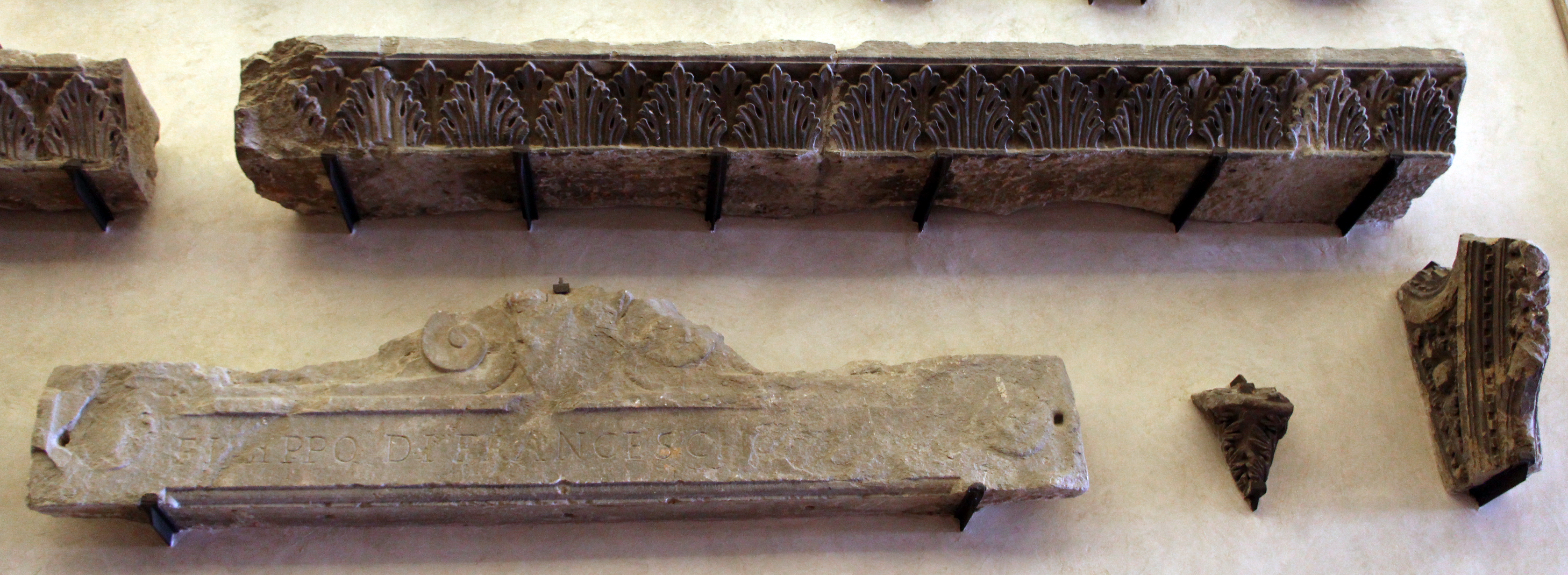
Cornice con fogliami (in alto) dal palazzo degli Amieri, Museo di San Marco